# Wladimir Alexejewitsch Iwanow
Wladimir Alexejewitsch Iwanow (geboren 3. Oktober 1886 in Sankt Petersburg; gestorben 1. Juni 1970 in Teheran; russisch Владимир Алексеевич Иванов; wiss. Transliteration Vladimir Alekseevič Ivanov), meist in der Schreibung Wladimir Ivanow, war ein russischer Orientalist, der als Ismailismus-Forscher bahnbrechende Arbeit geleistet hat, insbesondere zu den Nizariten (Nizari Ismailis).

## Leben und Werk
Wladimir Iwanow wurde am 3. Oktober 1886 in St. Petersburg geboren. Er studierte von 1907 bis 1911 an der Fakultät für Orientalische Sprachen der Universität St. Petersburg. Er bereiste Persien und Zentralasien. Später arbeitete er in britischen Diensten in Indien. Er arbeitete in den 1920er Jahren an der Katalogisierung der Sammlung der Bibliothek der Royal Asiatic Society of Bengal ("Asiatische Gesellschaft von Bengalen") in Kalkutta, Indien.
1931 zog er nach Bombay. Er war Gründungsmitglied der Ismaili Society in Bombay unter der Patronage von Sultan Muhammed Shah Aga Khan III und begann eine systematische Untersuchung der ismailitischen Literatur. Zu den Früchten dieser Erschließungsarbeit zählt beispielsweise sein Führer zur ismailitischen Literatur (Guide to Ismaili Literature, London 1933, Royal Asiatic Society, Prize Publication Fund 13).
Die Ismaili Society (Ismailiten-Gesellschaft) wurde zum Prototyp des Londoner Ismaili Institute.

Der ismailitische Historiker Farhad Daftary weist ihm bei der Gründung wichtiger ismailitischen Institutionen eine Schlüsselrolle zu: 

„Die Islamic Research Association war 1933 gegründet worden, 1946 wurde sie unter der Schirmherrschaft von Sultan Muhammad Shah, Aga Khan III (1877–1957), des 48. Imams der Nizariten, in die Ismaili Society of Bombay umgewandelt. Eine Schlüsselrolle bei der Gründung dieser beiden Institutionen spielte der russische Orientalist Wladimir Iwanow (1886–1970).“

Iwanow war Herausgeber der Buchreihe Ismaili Society Series, in der – wie bereits zuvor in der Islamic Research Association Series – viele seiner Werke und Übersetzungen erschienen.
Er starb in Teheran.
Seine Korrespondenz mit Henry Corbin (1903–1978) in den Jahren 1947 bis 1966 wurde von Sabine Schmidtke herausgegeben.

## Publikationen (Auswahl)
- Fifty Years in the East: The Memoirs of Wladimir Ivanow, Farhad Daftary, I.B. Tauris, London (2015) (Online-Teilansicht; Inhaltsübersicht; Buchhandelslink)
- The Importance of Studying Ismailism
- Concise descriptive catalogue of the Persian manuscripts in the Curzon collection. Asiatic Society (Calcutta, India) Library . Printed at the Baptist mission press, Pub. by the Asiatic society of Bengal, (1926).
- Notes sur L'"Ummu'l-kitab" des Ismaéliens de l'Asie centrale. Paris: Librairie orientaliste Paul Geuthner 1933
- Ismaili literature: a bibliographical survey; second amplified edition of "A guide to Ismail literature", London, 1933, Tehran University Press, (1963)
- Catalogue of the Arabic manuscripts in the collection of the Royal Asiatic Society of Bengal, Asiatic Society (Calcutta, India) Library, Wladimir Ivanow, revised by  M. Hidayat Hosain. Royal Asiatic Society of Bengal, (1939), 689 pages, 2 vols.
- The Gabri Dialect Spoken by the Zoroastrians of Persia (1940)
- Ismaili tradition concerning the rise of the Fatimids (1942). Volume 10 of the  Islamic Research Association Series, Oxford Univ. Pr. in Komm.
- Ibn-al-Qaddah: (The Alleged Founder of Ismailism) (1946). The Ismaili Foundation, 2nd.  edition, (1957)
- On the Recognition of the Imam: Or Fasl Dar Bayan-i Shinakht-i Imam (1947)
- Nāṣir-i Khusraw and Ismailism (1948).
- Studies in early Persian Ismailism. E.J. Brill, (1948)
- Naṣīr al-Dīn Muḥammad ibn Muḥammad Ṭūsī (Übersetzung)
- Catalogue of the Arabic Manuscripts in the Collection of the Asiatic Society of Bengal (1951), with M. Hidayat Hosain, M. Mahfuz-ul-Haq, M. Ishaque.
- Studies in early Persian Ismailism, 2nd ed.  (1955)
- Problems in Nasir-i Khusraw's Biography (1956)